# Quai de la Gironde
Le quai de la Gironde est un quai situé le long du canal Saint-Denis, à Paris, dans le 19e arrondissement.

## Situation et accès
Il fait face au quai de la Charente, commence au quai de l'Oise et se termine avenue Corentin-Cariou.
La ligne ligne 3b du tramway passe sur ce quai.

## Origine du nom
Le quai porte le nom que prend le fleuve, la Garonne, après avoir reçu la Dordogne au bec d'Ambès.

## Historique
Cette voie de l'ancienne commune de La Villette a été classée dans la voirie de Paris par un décret du 23 mai 1863 et porte son nom actuel depuis un arrêté du 11 juin 1873.

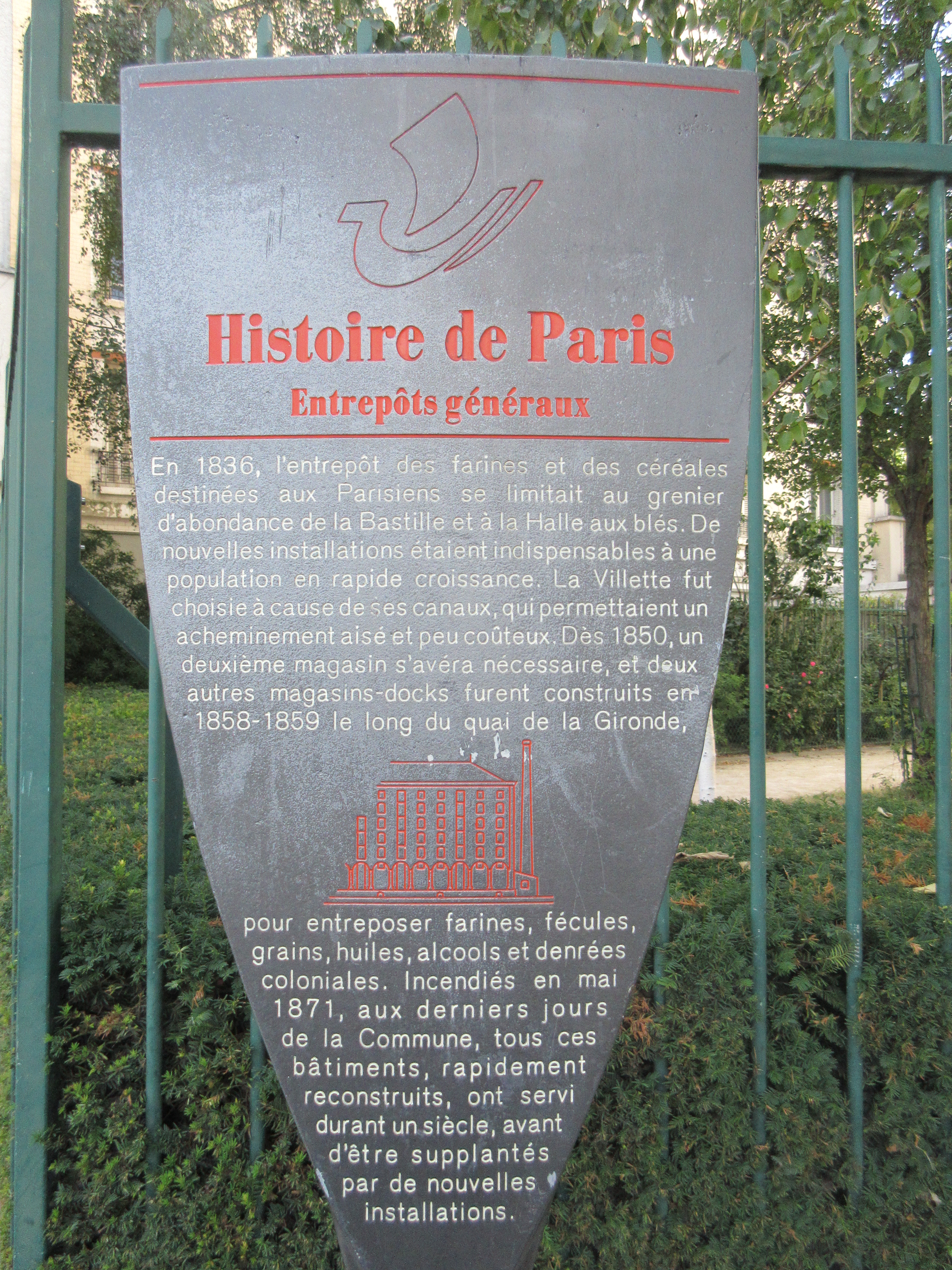
Panneau Histoire de Paris « Entrepôts généraux ».

## Bâtiments remarquables et lieux de mémoire
no 11 : emplacement des Entrepôts généraux.